# 구 부산 임시측후소 청사
구 부산 임시측후소 청사 (舊 釜山 臨時測候所 廳舍)는 부산광역시 중구에 있는 건축물이다. 2015년 10월 7일 부산광역시의 문화재자료 제88호로 지정되었다.

## 개요
구 부산 임시측후소 청사 건물은 근대기 부산·경남 지역의 기상관측을 위해 설치된 측후소로 1905년 4월 28일 지금의 자리에 목조구조의 2층 규모로 신축되었다. 1934년 복병산에 신축한 기상청 건물로 이전하기 전까지 기상 관측을 담당했던 곳으로, 현존하는 우리나라에서 가장 오래된 기상관측소 건물이다.
부산 임시측후소에서는 일반 기상관측 외에도 상층기류와 항공기상 관측 실시, 일기예보·폭풍경보 자료 등에 대한 세밀한 통계 작성, 폭풍·호우·가뭄 등 부산을 중심으로 한 경상남도 지역의 기후 조사와 함께 수시로 신문과 잡지에 기상자료를 발표하여 교통․토목․위생․해운․항공․국방․경제 등 각종 산업의 발전에 기여하였으며, 특히 최초로 지진관측과 응용기상에 가장 필요한 태양열 관측도 시행한 것으로 알려져 있다.
청사 구조는 1층은 슬레이트 박공지붕의 주 출입구가 있고, 2층은 기와 우진각지붕으로 되어 있으며, 3층에는 1평 규모의 풍력대가 설치되어 있다. 특히 2층 좌측에는 수직오르내리창과 도코노마의 흔적을 확인할 수 있는 등 일제강점기 관측소 건물의 전형적인 건축 평면 형식을 갖추고 있다.
구 부산 임시측후소 청사 건물은 부산·경남 지역의 생활사와 밀접한 관계를 지니고 있으며, 일제강점기 우리나라 기상관측의 역사의 변천 과정을 이해하는데 귀중한 자료일 뿐만 아니라 근대 관측기술 및 향토사적 가치도 높은 건물이다. 또한 일제강점기 공공건물의 전형적인 평면형식을 갖추고 있는 등 건축사 및 문화재적 가치가 있는 건축유구이다.

## 참고 자료
- 구 부산 임시측후소 청사 - 국가유산청 국가유산포털